# Рајко Д. Блажић
Рајко Д. Блажић (Чачак, 1967) српски је вајар и универзитетски професор.

## Биографија
У родном граду је завршио основну и средњу школу. Студирао је археологију на Филозофском факултету у Београду. Потом је студирао на Факултету ликовних уметности Цетиње, на одсеку за Вајање и дипломирао први у генерацији, у класи проф. Павла Пејовића, 1998. године.
Упоредо са студијама на ФЛУ, користио специјалистичку стипендију за метеријал камен, компаније Maniro-Co. Током студија изучио је практичан рад у свим врстама камена: радионички рад, вајарски рад, транспорт, монтажу, рестаурацију, заштиту, машинску обраду и друго.
На Високој школи – Академији СПЦ за уметности и консервацију ради од академске 2000/2001. године. На Академији СПЦ је основао Наставни предмет Вајање као и рад у вајарским материјалима глини, гипсу и посебно камену.
У периоду између 2000. и 2003. је, после неколико стотина година гробно место Светог Саве и био ментор израде каменог ћивота Светог Кр.Владислава у манастиру Милешеви, 13 век. Аутор је кивота у полудрагом камену Св. Патријарха Максима у Пећкој Патријаршији.
Урадио је прве стубове у Рељефним каменим масама у историји уметности српске цркве, у манастиру у Лешје, код Параћина, током 2005. године.
Током 2010–2012. године реализовао је вајарске радове у техници вајарског бетона на цркви Свете Петке, на пет језера у Бијељини, Република Српска.
Године 2014. у сарадњи са проф. др Предрагом Ристићем је урадио електронски каталог „Tипологија крсних знамења српском народу“ а 2015. године објавио је монографију „Вајарски Бетони“.
Радови му се налазе у српским средњовековним манастирима: Манасији, Милешеви, Жичи, Св. Архангелима код Призрена, Куманици.
Реализује и ауторске пројекте ван црквене тематике, у екстеријеру и ентеријеру.
Активно примењује и промовише технику новог вајарско-грађевинскг декоративном материјала - вајарских бетона.
Ожењен је, има троје деце. Живи у Земуну.